# Nibbio (croiseur)
Pour les articles homonymes, voir Nibbio.
Le Nibbio était un croiseur éclaireur  (puis, plus tard, un destroyer) italien, de la classe Aquila, lancé en 1916 pour la Marine royale italienne (en italien : Regia Marina).

## Construction et description

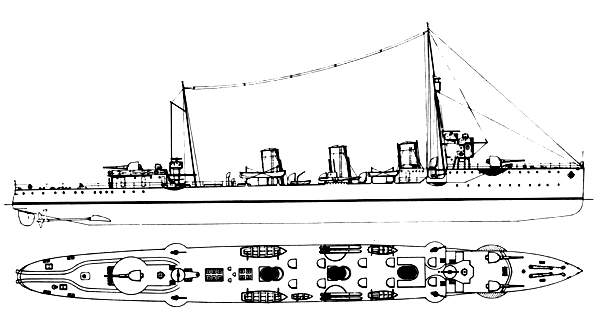
Plan et dessin du croiseur éclaireur de classe Aquila

Les destroyers avaient été commandés en 1913 au chantier naval Pattison en Italie, dans le cadre du programme naval de 1912. Ils devaient être armés de trois canons de 120 mm, quatre canons de 75 mm, cinq tubes lance-torpilles de 457 mm  et avoir une autonomie de 10 heures à pleine vitesse. Trois navires avaient été posés au moment où l'Italie a rejoint les Alliés de la Première Guerre mondiale le 23 mai 1915 en déclarant la guerre à l'Empire austro-hongrois. Les Italiens ont réquisitionné les navires roumains le 5 juin, les redésignés en tant que croiseurs éclaireurs de classe Aquila ("esploratori"). À ce moment, le navire roumain Vârtej terminé à environ 20 pour cent a été renommé Nibbio.
Les navires étaient propulsés par deux turbines à vapeur Tosi, chacune entraînant une seule hélice, utilisant la vapeur fournie par cinq chaudières Thornycroft. Les turbines ont été conçues pour produire 40 000 chevaux-vapeur (30 000 kW) pour une vitesse de 34 nœuds (63  km/h), bien que Sparviero ait pu atteindre 38 nœuds (70 km/h) lors de ses essais en mer. Les navires transportaient suffisamment de mazout pour leur donner une autonomie de 1 700 milles nautiques (3 100  km) à une vitesse moyenne  de 15 nœuds (28 km/h). Leur équipage comptait 9 officiers et 137 marins. 
Les Italiens avaient initialement l'intention d'armer les navires avec sept canons de 120 mm et deux paires de montures jumelles pour tubes lance-torpilles de 457 mm, mais ils ont changé l'armement à trois canons de 152 mm  et quatre canons de 76 mm pour dépasser les navires austro-hongrois, le SMS Admiral Spaun et ceux de classe Novara. Deux des canons de 152 mm étaient montés côte à côte sur le gaillard d'avant et le troisième était monté sur la superstructure arrière. Les canons antiaériens de 76 mm étaient positionnés deux de chaque côté. Les montures de torpilles étaient au bord de l'entonnoir central, un sur chaque côté. Le Nibbio pouvait aussi transporter 24 mines.

## Construction et mise en service
Le Falco est construit par le chantier naval Cantieri Navali Pattison à Naples en Italie et mis sur cale le 15 juillet 1914. Il est lancé le 30 juin 1918. Il est achevé et mis en service le 15 mai 1918. Il est commissionné le même jour dans la Regia Marina.

## Histoire de service

### Service pour la Regia Marina
Commandé par la Marine militaire roumaine (en roumain : Marina militară română ou, à cette époque Forțele Navale Române) en 1913 et mis en chantier dans le chantier Cantieri Navali Pattison à Naples en 1914, il aurait dû être nommé Vârtej.
Le 5 juin 1915, à la suite de l'entrée de l'Italie dans la Première Guerre mondiale, l'unité est réquisitionnée par la Regia Marina et rebaptisée Nibbio, elle entre en service en 1918. Elle est principalement employée en mer Adriatique, dans des actions de "guérilla navale" (affrontements entre torpilleurs et soutien aux attaques d'avions et de bateaux d'assaut).
Le 5 septembre 1918, le Nibbio, et ses navires-jumeaux Aquila et Sparviero sont envoyés pour fournir un appui aux torpilleurs côtiers 8 PN e 12 PN, envoyés à une quinzaine de milles nautiques (28 km) de Punta Menders pour attaquer les navires marchands autrichiens à Durrës. La tâche des croiseurs éclaireurs est de se maintenir à environ 15 milles nautiques à l'ouest des torpilleurs, pour intervenir si nécessaire. À 12h35, en effet, le 8 PN repère trois navires ennemis au large de Ulcinj et passe à l'attaque avec son navire-jumeau. L'intervention des croiseurs éclaireurs incite les trois navires austro-hongrois à battre en retraite et à se replier vers la côte.
Le 2 octobre 1918, le Aquila, le Nibbio et le Sparviero sont envoyés avec plusieurs autres unités au large de Durrës pour contrer une éventuelle contre-attaque de navires ennemis venant de Kotor afin d'empêcher le bombardement de Durrës par d'autres unités italiennes et britanniques.
Le 4 novembre 1918, le Nibbio, sous le commandement du capitaine de frégate (capitano di fregata) Grixoni, quitte Vlora avec à son bord des unités du bataillon d'infanterie de marine "Grado" et, à deux heures de l'après-midi du même jour, atteint Korčula, dont il prend possession au nom de l'Italie (l'occupation est toutefois contrée par la forte composante slave locale).
Le jour suivant, l'unité fournit un soutien à distance à l'occupation de Šibenik, qui est effectuée par les torpilleurs Albatros et Pallade et deux vedettes-torpilleursMAS (Motoscafo Armato Silurante)

### Service pour les marines roumaine et soviétique

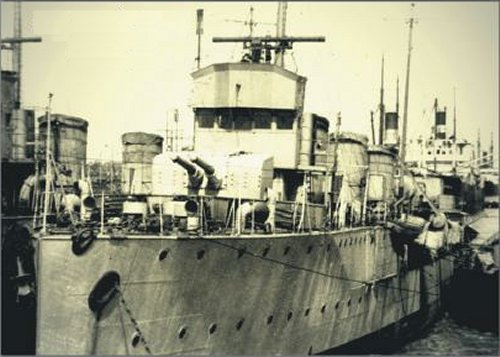
Une autre photo du Mărășești.

À la fin de la guerre, le 1er juillet 1920, le Nibbio est vendu à la marine roumaine (avec son navire-jumeau Sparviero), recevant le nouveau nom de Mărășești et est rétrogradé en destroyer,.
Après avoir été vendue à la marine roumaine en 1921, l'unité subit des modifications radicales de l'armement, qui se compose de quatre canons de 120/45 mm, de deux canons de 76/40 mm et 2 mitrailleuses Fiat de 6,5 mm. Il a l'emploi d'un chef de flottille.
Le Mărășești participe également à la Seconde Guerre mondiale, durant laquelle il effectue principalement des missions d'escorte de convois sur les routes entre le Bosphore et la Crimée. Il subit plusieurs attaques sous-marines infructueuses: le 7 septembre 1942 (par le sous-marin soviétique SHCH 207) et le 7 juillet 1943 (par le sous-marin soviétique SHCH 201). En 1944, le destroyer est modifié par l'ajout de quatre mitrailleuses de 37 mm et deux de 20 mm.
Le 29 août 1944, avec l'occupation soviétique de la Roumanie, le Mărășești est capturé à Constanța par les troupes soviétiques.
Incorporé dans la marine soviétique (14 septembre 1944) et rebaptisé Legkij (cyrillique : Легкий), le destroyer est affecté à la flotte de la mer Noire.
Le 12 octobre 1945, à la fin de la guerre, le Legkij est rendu à la marine roumaine, devenue entre-temps une république socialiste et un "État vassal" de l'URSS, et reçoit le nom de D 11.
Radié en 1963, le D 11 est envoyé à la démolition.

## Sources
- (it) Cet article est partiellement ou en totalité issu de l’article de Wikipédia en italien intitulé « Nibbio (esploratore) » (voir la liste des auteurs).